# Glen Lyon (Glen)

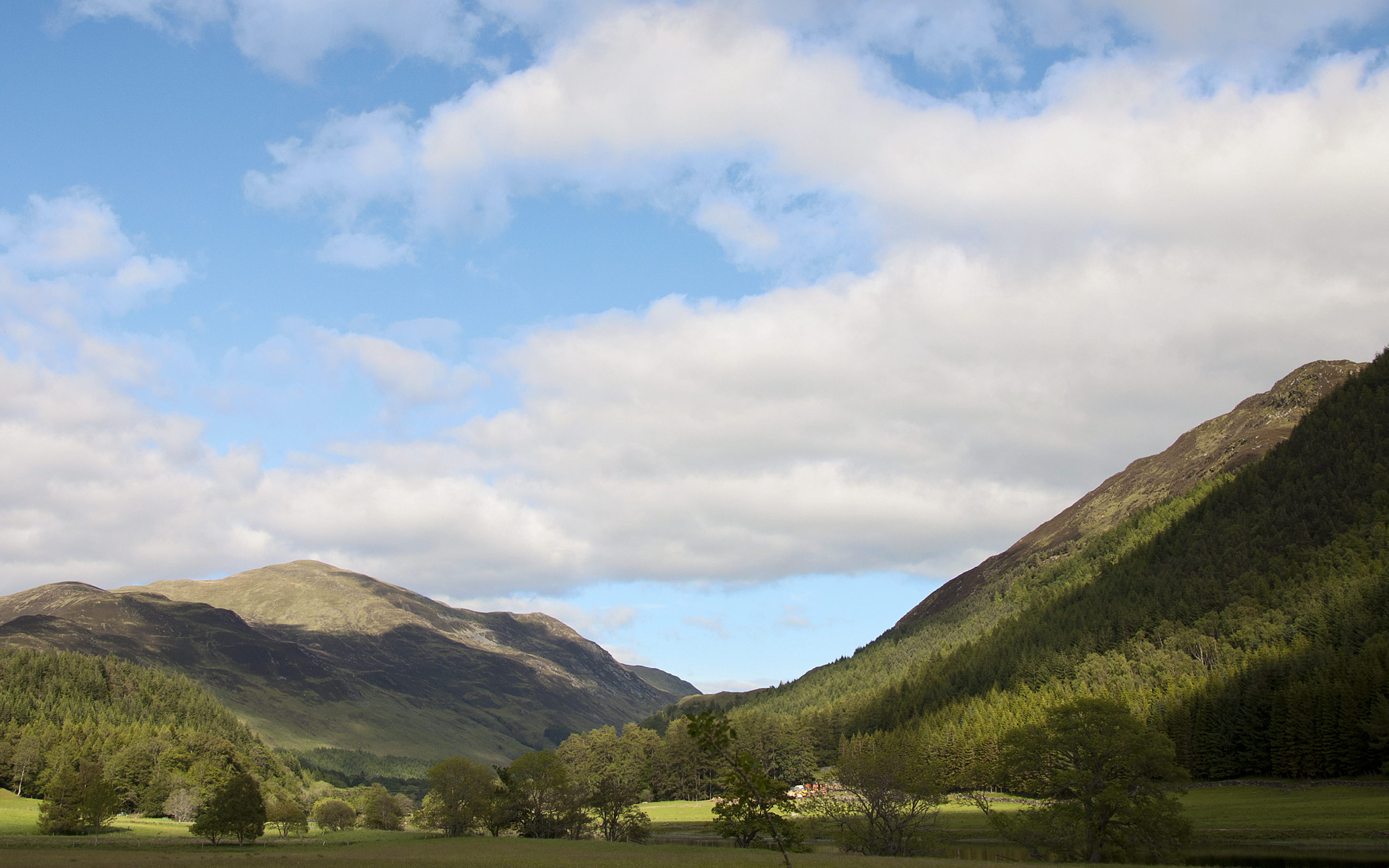
Glen Lyon

Glen Lyon (gaelico scozzese: Gleann Lìomhann) è un glen (vallata) nella regione di Perth and Kinross in Scozia. È il glen chiuso più lungo della Scozia e si estende per 55 chilometri da Loch Lyon a ovest fino al villaggio di Fortingall a est.